# H1FOO
H1FOO‏ (H1 histone family member O oocyte specific) هوَ بروتين يُشَفر بواسطة جين H1FOO في الإنسان.